# Турин Роман Миколайович

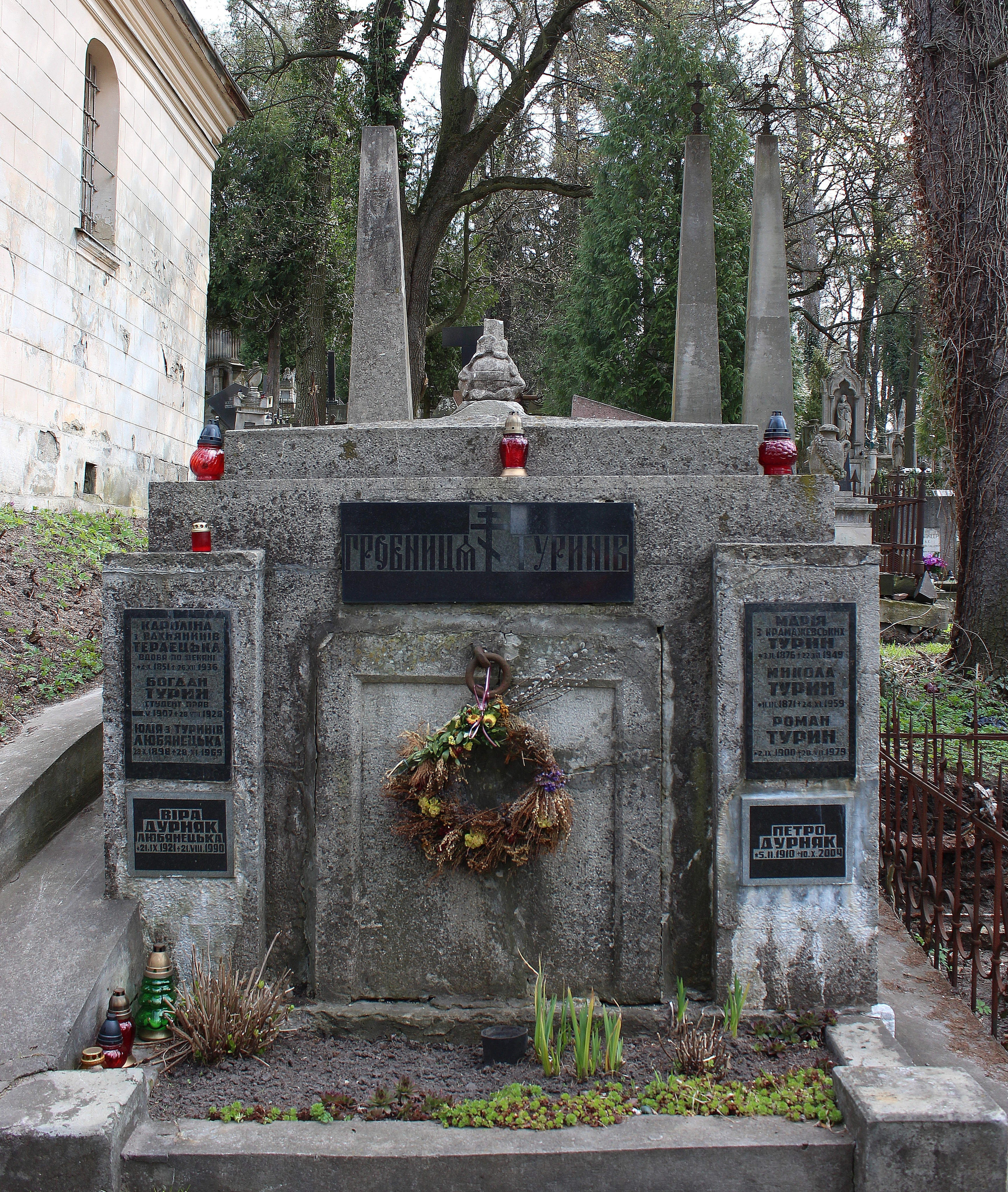

Рома́н Микола́йович Ту́рин (2 вересня 1900, Снятин, нині Івано-Франківської області — 28 липня 1979, Львів) — український живописець, портретист, фотохудожник, режисер, громадський діяч.

## Біографія
1906 переїхав у місто Тернопіль. 1921 закінчив тут класичну гімназію.
Навчався у Краківській академії мистецтв (1921 — 1925, у В. Яроцького і Ю. Панкевича) та в Парижі (1925 — 1927).
1939 працював у Тернополі, потім — у місті Львові: науковий співробітник Музею українського мистецтва, згодом — голова обласної організації Спілки художників УРСР.
Співзасновник і 25 р. — директор дитячої художньої школи. Роман Турин першим досліджував, збирав і популяризував твори Никифора Дровняка з Криниці.
Був одним з перших фотохудожників у Галичині, займався фоторекламою і фотомонтажем. Мистецтво фотографії студіював у Парижі (педагог з фаху Моріс Табар).
Помер у Львові, похований у родинному гробівці на Личаківському цвинтарі (поле № 6).

## Твори
Портрети:
- А. Труш-Драгоманової (1946),
- Ф. Колесси (1947),
- В. Стефаника (1948),
- В. Щурата (1950) та інших.

Натюрморти, пейзажі.
Учасник виставок у містах Краків, Львів, Париж, Харків, Москва (нині РФ). 1982 та 2018 — персональні (посмертні) виставки. Окремі роботи зберігаються у фондах Національного музею імені Андрея Шептицького у Львові та приватних колекціях України та Польщі.
У грудні 2018 року в Національному музеї імені Андрея Шептицького презентували альбом «Роман Турин. Під європейським капелюхом», авторами якого є Галина Гронська і Роман Яців.

## Фільмографія
Автор документальних фільмів — «Гуцульські фрагменти» та про спортивне життя Західній України (1933 — 35), «Над Прутом у лузі», «Каяковий з'їзд у Варшаві».